# Slalomvärldsmästerskapen i kanotsport 2007
Slalomvärldsmästerskapen i kanotsport 2007 anordnades i Foz do Iguaçu, Brasilien. 

## Medaljsummering

### Medaljtabell
| Pl.    | Nation         | Guld | Silver | Brons | Totalt |
| ------ | -------------- | ---- | ------ | ----- | ------ |
| 1      | Tyskland       | 3    | 2      | 0     | 5      |
| 2      | Frankrike      | 2    | 4      | 0     | 6      |
| 3      | Slovakien      | 2    | 1      | 1     | 4      |
| 4      | Tjeckien       | 1    | 1      | 3     | 5      |
| 5      | Storbritannien | 0    | 0      | 2     | 2      |
| 6      | Australien     | 0    | 0      | 1     | 1      |
| 6      | Italien        | 0    | 0      | 1     | 1      |
| Totalt | Totalt         | 8    | 8      | 8     | 24     |

### Herrar
| Gren    | Guld                                                                                                | Poäng  | Silver | Poäng  | Brons | Poäng  |
| C-1     | Michal Martikán (SVK)                                                                               | 192,87 | Tony Estanguet (FRA)                                                                                         | 194,23 | Robin Bell (AUS)                                                                                            | 195,70 |
| C-1 lag | Frankrike Tony Estanguet Pierre Labarelle Nicolas Peschier                                          | 212,16 | Tyskland Jan Benzien Nico Bettge Lukas Hoffmann                                                              | 214,40 | Tjeckien Stanislav Ježek Tomáš Indruch Jan Mašek                                                            | 217,87 |
| C-2     | Slovakien Pavol Hochschorner Peter Hochschorner                                                     | 206,81 | Frankrike Pierre Luquet Christophe Luquet                                                                    | 214,83 | Italien Andrea Benetti Erik Masoero                                                                         | 215,34 |
| C-2 lag | Tjeckien Jaroslav Volf & Ondřej Štěpánek Marek Jiras & Tomáš Máder Jaroslav Pospíšil & David Mrůzek | 235,48 | Frankrike Cédric Forgit & Martin Braud Pierre Luquet & Christophe Luquet Damien Troquenet & Mathieu Voyemant | 237,22 | Slovakien Pavol Hochschorner & Peter Hochschorner Ladislav Škantár & Peter Škantár Tomáš Kučera & Ján Bátik | 239,37 |
| K-1     | Sébastien Combot (FRA)                                                                              | 186,25 | Fabian Dörfler (GER)                                                                                         | 187,90 | Campbell Walsh (GBR)                                                                                        | 189,34 |
| K-1 lag | Tyskland Fabian Dörfler Alexander Grimm Erik Pfannmöller                                            | 204,96 | Frankrike Julien Billaut Pierre Bourliaud Sébastien Combot                                                   | 205,28 | Tjeckien Ivan Pišvejc Vavřinec Hradilek Luboš Hilgert                                                       | 205,91 |

### Damer
| Gren    | Guld                                                       | Poäng  | Silver                                                        | Poäng  | Brons                                                      | Poäng  |
| K-1     | Jennifer Bongardt (GER)                                    | 210,05 | Elena Kaliská (SVK)                                           | 210,99 | Štěpánka Hilgertová (CZE)                                  | 211,55 |
| K-1 lag | Tyskland Jennifer Bongardt Mandy Planert Jasmin Schornberg | 238,76 | Tjeckien Štěpánka Hilgertová Irena Pavelková Marcela Sadilová | 240,49 | Storbritannien Fiona Pennie Laura Blakeman Elizabeth Neave | 241,42 |